# Дейниченко, Тимофей Александрович
Тимофей Александрович Дейниченко (бел. Цімафей Дзейнічэнка; род. 5 ноября 1986, Гомель, Белорусская ССР) — белорусский борец греко-римского стиля, чемпион Европы (2011), призёр чемпионата мира (2010), участник Олимпийских игр (2012, 2016). Заслуженный мастер спорта Республики Беларусь (2011).

## Биография
Тимофей Дейниченко родился 5 ноября 1986 в Гомеле. Начал заниматься греко-римской борьбой в возрасте 12 лет в БФСО «Динамо» у Сергея Зимина. В дальнейшем с ним стал работать Игорь Петренко. В 2005 году был бронзовым призёром чемпионата Европы среди юниоров в весовой категории до 84 кг.
С 2007 года выступал на взрослом уровне в весе до 96 кг. В 2010 году становился серебряным призёром чемпионата Европы и чемпионата мира. В 2011 году завоевал золотую медаль чемпионата Европы, победив в финале известного армянского борца Артура Алексаняна. На чемпионате мира 2011 года в Стамбуле квалифицировался на Олимпийские игры в Лондоне (2012). На олимпийском турнире победил соперников из Египта, Эстонии и Болгарии, но в полуфинале уступил российскому борцу Рустаму Тотрову, а в схватке за третье место — шведу Джимми Лидбергу и не вошёл в число призёров.
Следующий олимпийский цикл сложился для Дейниченко менее успешно. Ему не удалось завоевать наград на чемпионатах Европы и мира, а на Олимпийских играх в Рио-де-Жанейро (2016) он в первой же схватке проиграл шведу Фредрику Шёну и занял лишь 14-е место.

## Образование
В 2011 году окончил факультет физического воспитания Гомельского государственного университета имени Франциска Скорины.